# Les Dévalideuses
Les Dévalideuses est un collectif féministe français, axé sur la lutte pour les femmes en situation de handicap au sein du féminisme. Fondé par Céline Extenso et Dr Xanax, entre autres, en octobre 2019, il a pour but de mettre l'accent sur la convergence des luttes de façon à lutter contre la marginalisation des femmes en situation de handicap au sein du mouvement féministe en France et à réfuter toute opposition entre les deux combats, se réclamant de la notion de handiféminisme.

## Origines
L'idée de former le groupe a germé après les manifestations publiques NousToutes fin 2018, au cours desquelles les fondatrices des Dévalideuses ont constaté un important manque de représentation des femmes handicapées au sein du mouvement malgré les taux de violence importants auxquels celles-ci sont confrontées.
En octobre 2019, Céline Extenso et Dr Xanax sont parmi les fondatrices du collectif, qui a pour objectif de remédier aux discriminations spécifiques des femmes en situation de handicap et de rendre visible le validisme dans les milieux militants féministes,,,. C'est par Internet qu'il se créé et organise la plupart de ses actions,. Le collectif est classé parmi les nouveaux mouvements de lutte, laissant la parole aux personnes concernées et moins « tièdes » par leurs actions. En double non-mixité revendiquée, il est notamment animé aujourd'hui par diverses fondatrices et autres participantes activistes, dont Béatrice Pradillon et Lydie Raër.

## Actions de l’association
En janvier 2020, le collectif lance une campagne sur les réseaux sociaux sous le hashtag #JarrêteLeValidisme pour sensibiliser au validisme,,.
En février 2020, le collectif, également engagé en faveur des droits des personnes LGBT+ signe une lettre ouverte avec plus de 50 autres militantes et organisations féministes de premier plan condamnant « l'importation de la transphobie dans le féminisme français ».
En janvier 2021, le collectif porte avec trois autres associations une pétition adressée au Sénat lancée par une tierce personne, demandant la déconjugalisation de l’Allocation aux adultes handicapés (AAH). Les 100 000 signatures sont atteintes avant le 10 mars 2021, fin de la période de recueil des signatures, ce qui est une première sur la plateforme e-pétitions du Sénat. Après plusieurs allers-retours parlementaires, le texte aboutit à l’adoption d’un décret le 28 décembre 2022, planifiant la mise en application de la déconjugalisation de l’AAH à partir d’octobre 2023.
En avril 2021, elles publient un manifeste dans le Club de Mediapart, se décrivant comme anti-validiste, féministe et intersectionnelle, tout en visant à travailler pour la sensibilisation du public et l'activisme radical. Elles interviennent régulièrement dans la revue féministe La déferlante.
Les Dévalideuses ont créé l'Inter-orga féminicides avec Acceptess-T, Act-Up, Fédération parapluie rouge et Nous Toutes en janvier 2023 pour décompter les occurrences de féminicides.
Elles manifestent également contre l'exclusion des personnes à mobilité réduite dans le cadre de la campagne promotionnelle des jeux paralympiques de Paris en 2024, laquelle rend certes visible le handisport mais ne règle pas les problèmes quotidiens liés à l'accès au marché du travail et au transports en commun. En septembre 2023, les Dévalideuses bloquent l'entrée de la station de métro des Invalides protestant contre le fait que 93% des stations du métro parisien ne sont toujours pas accessibles aux personnes en fauteuil roulant,.
Les Dévalideuses ont soutenu l'écriture du livre La théorie Féministe au défi du handicap paru en 2025 en sélectionnant les textes et en aidant à la traduction du corpus.

## Critiques du mouvement
Certains défenseurs des personnes atteintes de handicaps déplorent la logique intersectionnelle de ce mouvement, féministe et exclusivement féminin, qui exclut les hommes.  